# Volt
Volt (simbol: V) je mjerna jedinica SI sustava za električku razliku potencijala. Broj volti je mjera jakosti električnog izvora u smislu koliko je snage potrebno proizvesti za željenu jakost struje. Jedinica volt je ime dobila u čast Alessandra Volte (1745–1827), koji je izumio galvanski članak, prvu kemijsku bateriju.

## Definicija
Volt se definira kao razlika potencijala na krajevima vodiča kada struja od jednog ampera disipira snagu od jednog vata. Odnosnu, u SI sustavu m2 · kg · s-3 · A-1, što se isto tako može zapisati i kao joul energije po kulonu naboja, J/C.
1 V = 1 W/A = 1 m2•kg•s–3•A–1
Od 1990. Volt je međunarodno definiran, za praktična mjerenja, primjenom Josephsonovog efekta, gdje je uobičajena vrijednost uzeta kao Josephsonova konstanta, definirana u 18-om stoljeću kao
K{J-90} = 0.4835979 GHz/µV.

## Objašnjenje
Razliku električnog potencijala možemo zamisliti kao sposobnost pomicanja električnog naboja kroz otpor. U suštini, volt mjeri koliko kinetičke energije posjeduje pojedini elektron. Broj elektrona se mjeri kao naboj, u kulonima. Stoga volt pomnožen s tokom struje, mjerna jedinica amper što je kulon po sekundi, daje ukupnu električnu snagu struje, u vatima. U vrijeme kad se u fizici riječ sila rabila dosta slobodno, razlika potencijala je nazvana kao elektromotorna sila ili ems – pojam koji se i danas rabi u određenom kontekstu.

### Razlika električnog potencijala (napon)
Između dviju točaka u električnom polju, poput onoga u električnom krugu, razlika potencijala jednaka je razlici njihovih električnih potencijala. Razlika je proporcionalna elektrostatskoj sili koja teži potiskivanju elektrona, ili ostalih nosioca naboja, iz jedne točke u drugu. Razlika potencijala, električni potencijal i elektromotorna sila se mjere u voltima, vodeći obično prema nazivu napon  i simbolu V (ponekad se označava i s {\displaystyle {\mathcal {E}}}).
Napon se može pribrajati na sljedeći način: napon između A i C jednak je sumi napona između A i B i između B i C. Dvije točke električnog kruga koje su spojene idealnim vodičem, vodičem bez otpora i bez prisutnosti promjenjivog magnetskog polja, imaju razliku potencijala jednaku nuli. Međutim drugi parovi točaka mogu isto tako imati razliku potencijala jednaku nuli. Ako takve dvije točke povežemo vodičem kroz njega neće teći struja. Različite napone u strujnom krugu možemo izračunati primjenom Kirchhoffovih zakona.
Napon je svojstvo električnog polja, a ne pojedninih elektrona. Elektron koji se giba kroz razliku napona doživljava povećanje energije, često mjereno u elektron voltima. Ovaj efekt analogan je padanju mase s određene visine u gravitacijskom polju.

### Hidraulička analogija
Ako električni krug promatramo kao analognu mrežu cijevi u kojima cirkulira voda koju pogone crpke u prostoru u kojem ne djeluje gravitacija, tada razlika potencijala odgovara razlici tlakova tekućine između dviju točaka. Ako postoji razlika tlakova između dviju točaka, tada voda teče iz prve točke prema drugoj pri čemu može obavljati rad, kao na primjer pokretati turbinu.
Ova hidraulička analogija je korisna metoda za poučavanje velikog broja električnih pojmova. U hidrauličkom sustavu, rad potreban za pokretanje vode jednak je tlaku pomnoženom s volumenom pomaknute vode. Slično, u električnom krugu, rad potreban za pomicanje elektrona ili ostalih nosioca naboja jednak je 'električnom tlaku' (stari izraz za napon) pomnoženom s količinom premještenog električnog naboja. Napon je pogodan način kvantificiranja sposobnosti obavljanja rada.

### Tehnička definicija
Razlika električnog potencijala se definira kao iznos rada po naboju koji je potreban za pomicanje električnog naboja iz druge točke u prvu, ili ravnopravno, iznos rada koji jedinica naboja koja protječe iz prve točke prema drugoj može proizvesti. Razlika potencijala između dviju točaka a i b je linijski integral električnog polja E:
{\displaystyle V_{a}-V_{b}=\int _{a}^{b}\mathbf {E} \cdot d\mathbf {l} =\int _{a}^{b}E\cos \phi dl.}

## Korisne formule

### Istosmjerni krugovi
{\displaystyle U={\sqrt {PR}}}
{\displaystyle U={\frac {P}{I}}}
{\displaystyle U=IR\!\ }
Gdje je: U=napon, I=struja, R=otpor, P=snaga

### Izmjenični krugovi
{\displaystyle U={\frac {P}{IZ\cos \theta }}}
{\displaystyle U={\frac {\sqrt {PZ}}{\sqrt {\cos \theta }}}\!\ }
{\displaystyle U={\frac {\sqrt {PR}}{\cos \theta }}}
Gdje je: U=napon, I=struja, R=otpor, P=snaga, Z=impendancija, θ=fazni kut

### Izmjenična pretvorba
{\displaystyle U_{avg}=.637U_{pk}\!\ }
{\displaystyle U_{rms}=.707U_{pk}\!\ }
{\displaystyle U_{ppk}=.354U_{rms}\!\ }
{\displaystyle U_{avg}=3.142U_{ppk}\!\ }
{\displaystyle U_{rms}=.9U_{avg}\!\ }
{\displaystyle U_{pk}=.5U_{ppk}\!\ }
Gdje je: 
 Upk = vršni napon (eng. peak voltage), 
 Uppk = napon od-vrha-do-vrha (eng. peak-to-peak voltage), 
 Uavg = srednji napon (eng. average voltage), 
 Urms = efektivni napon (eng. effective voltage)

### Ukupan napon
Serijski spoj naponskih izvora:
{\displaystyle U_{T}=U_{1}+U_{2}+U_{3}+...\!\ }
Paralelni spoj naponskih izvora:
{\displaystyle U_{T}=U_{1}=U_{2}=U_{3}=...\!\ }

### Padovi napona
Na otporniku (otpornik n):
{\displaystyle U_{n}=IR_{n}\!\ }
Na kondenzatoru (kondenzator n):
{\displaystyle U_{n}=IX_{n}\!\ }
Na zavojnici (zavojnica n):
{\displaystyle V_{n}=IX_{n}\!\ }
Gdje je: U=napon, I=struja, R=otpor, X=reaktancija

## Primjeri

### Naponski izvori
Uobičajeni izvori EMS su:
- baterija
- dinamo (razlika potencijala se generira na krajevima električki vodljivog materijala koji se giba okomito na smjer magnetskog polja
- elektrostatska indukcija (kada se dva različita električki izolirajuća materijala međusobno trljaju stvara se elektrostatski izboj)
- kondenzator (u stvari element za pohranu energije proizvedene na nekom drugom izvoru)

### Uobičajeni naponi
Nominalni naponi poznatih izvora:
- Radni potencijal neuronske stanice: 40 milivolti
- Jedan članak, jednokratne baterije (npr. AAA, AA, C i D članci): 1.5 volti
- Električni sustav automobila: 12 volti
- Domaćinstva: 120 volti Sjeverna Amerika, 230 volti Europa
- Visokonaponski dalekovod: 110 kilovolti i više  (1150 kV je rekord iz 2005)
- Munja: 100 megavolti

## Mjerni instrumenti
Instrumenti za mjerenje razlike potencijala obuhvaćaju voltmetar, potenciometar (kao mjerni sklop) i osciloskop. Voltmetar radi na principu mjerenja struje kroz stabilni otpornik, koja je prema Ohmovom zakonu, proporcionalna razlici potencijala na krajevima otpornika. Potenciometar radi na principu uravnoteženja nepoznatog napona nasuprot poznatom naponu u mosnom spoju. Katodni osciloskop radi na principu da pojačava razliku potencijala i rabi je za otklanjanje elektronskog snopa (elektronske zrake) iz ravne putanje, pa je tako nastali otklon proporcionalan razlici potencijala.

## Povijest volta
Godine 1800., kao rezultat profesionalnog sukoba oko galvanske reakcije koju je zagovarao Luigi Galvani, Alessandro Volta razvija po njemu nazvan Voltin članak, preteču današnjih baterija, koje proizvode stabilnu električnu struju. Volta je utvrdio najdjelotvorniji par, cink i srebro, raznovrsnih metala koji proizvode elektricitet. U 1880-oj je Međunarodna elektrotehnička komisija (engl. International Electrotechnical Commission) IEC, potvrdila volt kao jedinicu za mjerenje elektromotorne sile. Volt je definiran kao razlika potencijala na vodiču kada kroz njega protječe struja od jednog ampera pri čemu se disipira snaga od jednog vata.
Prije otkrića Josephsonovog spoja kao etalona volta, volt se čuvao u nacionalnim laboratorijima u specijalno konstruiranim baterijskim člancima zvanima standardni članci. SAD su od 1905. do 1972. primjenjivale Westonov članak.